# Świrus
Świrus – pierwsza polska komercyjna komputerowa gra przygodowa dla systemu Windows, stworzona przez Crazy Computer Confederation a wydana przez Mirage Interactive w 1996 roku. Akcja gry ma miejsce w Polsce w latach 80. XX wieku. Celem głównego bohatera jest uratowanie świata przed zagładą ze strony szalonego naukowca.

## Fabuła
Gracz wciela się w postać Filipa, młodzieńca, który po sześciu latach powraca do rodzinnego miasta i swojego starego mieszkania, w celu poukładania sobie życia. W wyniku użycia prototypu wehikułu czasu Filip zostaje odwiedzony przez siebie samego z przyszłości. Otrzymuje informację o groźbie straszliwej katastrofy. Korzystając z maszyny czasu podróżuje do odległych epok, aby zapobiec grożącemu niebezpieczeństwo.
Gra została pozytywnie przyjęta przez recenzenta magazynu „Top Secret”, który docenił kolorową i wesołą grafikę, a także humor rozgrywki.